# Annegret Pautzke
Annegret Pautzke (* 4. Dezember 1937 in Bremen) ist eine deutsche Politikerin (FDP) und war Mitglied der Bremischen Bürgerschaft.

## Biografie
Pautzke erlernte den Beruf einer Kauffrau. Sie war seit 1981 in Bremen-Neustadt als selbstständige Kauffrau tätig und betrieb bis 2009 ein Geschenkartikelgeschäft.
Sie wohnte in Bremen-Huchting, Ortsteil Grolland und aktuell im Bremen-Lesum. Sie war verheiratet und hat zwei Kinder.

### Politik
Pautzke war von 1979 bis 1995 Mitglied der FDP und Mitglied in den Vorständen des FDP-Kreisverbandes Links der Weser. Von 1979 bis 1995 vertrat sie die FDP im Beirat des Stadtteils Bremen-Huchting.
Pautzke war acht Jahre lang von 1987 bis 1995 Mitglied der Bremischen Bürgerschaft. Sie fand ihre parlamentarischen Schwerpunkte in der Deputationen für Soziales. Zudem war sie Mitglied in der Gesundheitsdeputation und in dem Petitionsausschuss.

### Weitere Mitgliedschaften
- Pautzke war Mitgründerin und Mitglied im Vorstand der Aktion Kultur und Freizeit (AKuF) im Kulturladen Huchting.
- Sie ist Mitglied im Verein Park links der Weser.
- Sie ist Mitglied im Freundeskreis Gerhard-Marcks-Haus und für das Overbeck-Museum.